# Ицхак Пърлман
Ицхак Пърлман (роден 31 август 1945) е израело-американски цигулар, диригент и педагог. Той е един от най-значимите цигулари на късния 20 век.

## Биография
Пърлман е роден в Тел Авив, Палестина, днешен Израел, там той за първи път се заинтересува от цигулката, когато чува изпълнение на класическа музика по радиото. Той учи в Музикалната академия в Тел Авив преди да се премести в САЩ, където учи в Джулиард Скуул. Прави първия си дебют през 1963 в Карнеги Хол и печели престижния конкурс Левентрит. Скоро след това започва усилени турнета. Пърлман прави голямо количество записи.